# Serge Lancen
Serge Jean Mathieu Lancen (* 5. November 1922 in Paris; † 10. Juli 2005 ebenda) war ein französischer Komponist, Pianist und Musiker.

## Leben
Bereits in seiner frühesten Kindheit entwickelte Serge Lancen ein außergewöhnliches Interesse an Musik. Er absolvierte das Pariser Konservatorium, in den Fächern Klavier bei Marguerite Long und Lazare Lévy, Harmonielehre, Kontrapunkt und Komposition bei Tony Aubin und Noël Gallon. Seine Examina wurden mit einem ersten Preis versehen. Er erhielt 1950 für seine Kantate Bettina, den 2. Prix de Rome, den Kompositionspreis des französischen Rundfunks und weitere Preise und Auszeichnungen.
Sein Œuvre umfasst zahlreiche Kompositionen von der symphonischen Musik bis zur Kammermusik, Konzerte für Klavier, Flöte, Kontrabass und Harfe, ferner zwei Ballette und eine Kammeroper. Seit 1960 widmet er sich besonders der Schaffung von Werken für symphonisches Blasorchester. Sein Freund Désiré Dondeyne machte ihn mit diesem Medium bekannt. 

## Werke

### Werke für Orchester
- 1964 Charlot
- 1965 Triptyque
- 1968 En route pour Monte-Carlo
- 1968 Fifres en fête
- 1969 Symphonietta
- 1993 Jeunes archets
- 1993 Jeux pour musiciens (pour ens. à vent)

### Messen und religiöse Werke
- 1957 Narcisse oratorio profane
- 1975 Poême œcuménique pour neuf solistes, chœur mixte, chœur d’enfants, orgue et orchestre symphonique
- 1986 Missa solemnis dédiée à Jean-Paul II für Sopran, Bariton, gemischten Chor, Harfe und Symphonisches Blasorchester
  1. Introit
  2. Kyrie
  3. Gloria
  4. Offertorium
  5. Sanctus
  6. Pater Noster
  7. Agnus Dei
  8. Communio
  9. Deo Gratias
  10. Alleluia
- 1991 Te Deum für Tenor-Solo, Bariton-Solo, Männerchor und Bläser
  1. Te Deum Laudamus
  2. Tu Rex Gloriae, Christe
  3. Salvum fac populum tuum
  4. Miserere nostri, Domine
  5. Laudamus

### Werke für Blasorchester
- 1962 Manhattan Symphonie
  1. Arrivée à Manhattan
  2. Le Central Park
  3. Harlem
  4. Broadway
  5. Rockefeller Building
- 1964 Symphonie de Noël
  1. Eindrücke der ersten Stunden der feierlichen Heiligen Nacht
  2. Freude und Hoffnung
  3. Finale
- 1967 Mini Symphonie
- 1968 Festival à Kerkrade
- 1969 Obsession
- 1969–1970 Cap Kennedy
- 1971 Hymne a la musique
- 1971 Parade Concerto für Klavier und Symphonisches Blasorchester
  1. Introduction et Allegro
  2. Andantino
  3. Allegro
- 1971 Ouverture texane
- 1975 Marche pour un anniversaire
- 1975 Symphonie de Paris
- 1976 Ouverture triomphale
- 1976 Rhapsodie sur des thèmes Bretons
- 1976 Rhapsodie sur des thèmes Normands
- 1977 Suite pastorale
- 1979 Le Mont Saint Michel Tableaux Symphoniques - musikalische Fresque in vier Sätzen
  1. Moderato / Allegro / Moderato - Nahen des Mont-Saint-Michel, der sich aus dem Nebel und Sand erhebt. Übertreten der Rampen, die das Herz dieser kleinen Stätte umschließen. Aufsteigen zur Abteikirche. Entdecken des unvergleichlichen Panoramas ohne Horizont.
  2. Allegro Moderato - Ein Flecken von Grün, friedlich und unerwartet.
  3. Maestoso - Die stolze Festung, ihre steilen Strebepfeiler, ihre strengen und hallenden Gewölbe.
  4. Moderato / Grandioso - Der höchste Plan der Abtei, mit ihrer Kirche, ihrem Kloster und dem Refektorium der Mönche. Der Schatten des Mont-Saint-Michel streckt sich über den Sand in die sinkende Sonne. Mit dem Fallen der Nacht erhebt sich aus dem Dunkel in den Flammen der Projektoren "das Wunder". Wie ein Pfeil streckt sich Kathedrale und Statue des Heiligen Michael hoch, ganz hoch über die Fluten.
- 1980 Trianon for Band
  1. Moderato maestoso
  2. Allegro
  3. Allegro
  4. Moderato maestoso
- 1980 Festival rhapsodie
- 1980 Bocage
- 1980 Versailles
- 1980 Le Chant de l’Arbre
- 1980 Hymne de Fraternité für Chor und Blasorchester aus dem Poème œcuménique
- 1981 Dédicace für Alt-Saxophon und Blasorchester
- 1983 Scandinave
- 1984 Divertimento
- 1984 Marche nuptiale
- 1984 Concerto de Paris für Klavier und Symphonisches Blasorchester
- 1986 Mascarade für Blechbläser-Quintett und Blasorchester
  1. Ouverture
  2. Columbine
  3. Pierrot
  4. Harlequin
  5. Mezzetin
  6. Spavento
  7. Le Vagabond
  8. Final
- 1988 Concerto pour Trombone
- 1986 Symphonie de l’Eau Kreislauf des Wassers in der Natur
- 1986 Aunis et Saintonge en féte
- 1988 Sonate Concertante für Klarinette und Blasorchester
- 1990 Concerto pour harpe
- 1990 Divertimento pour petite orchestre d'harmonie
- 1990 Eveil
- 1990 Hymne au soleil
- 1990–1991 Concerto pour cœur
- 1991 Symphonie Ibérique
  1. Andante moderato - Allegro Viva
  2. Lento - Andante
  3. Andante - Allegro - Vivace
- 1991 Concerto pour Hautbois
  1. Allegro
  2. Andante
  3. Allegro
- 1993 Images d’Ollioules
  1. Allegro
  2. Andante
  3. Andante
  4. Allegro Vivo
- 1993 Cinquantième
- 1993 Symphonie joyeuse
- 1993 Zwiefache Symphonique
  1. Allegro
  2. Allegretto
  3. Moderato
  4. Allegro
- 1994 Remerciements pour baryton, harpe et orchestre d’harmonie nach Texten aus der Bibel und aus Gebeten
  1. Introduction
  2. Prière
  3. Remerciements à Dieu
  4. Benidicamus Domine
  5. Prière du Souvenir
  6. Glorie à Dieu - Alleluia
- 1994 Credo pour chœur à quatre voix mixtes et orchestre d’harmonie
- 1995 Hymne aux musiciens
- 1996 Espaces harmoniques pour récitant, chœurs et orchestre d’harmonie
- 1996 Jubilé
- 1998 Jour de fête
- Contraste für Alt-Saxophon und Blasorchester
- Little Symphonie
- Ouverture pour un Matin d’Automne
- Copacabana

### Bühnenwerke
- 1962 mauvaise conscience opéra de chambre

### Konzerte mit Begleitung (Orchester, Piano und andere Instrumente)
- 1954 Concerto pour harmonica
- 1962 Concerto pour flûte et orchestre
- 1962 Concerto pour contrebasse
- 1966 Concerto pour violon
- 1968 Concerto champêtre pour harpe et orchestre
- 1974 Concerto Rhapsodie pour piano et orchestre
- 1985 Concerto pour violon et contrebasse
- 1987 Concerto pour contrebasse et orchestre
- 1988 Concerto pour harpe (auch in einer Version für Bläser)
- 1992 Concerto pour saxophone alto et orchestre